# Wauchula
Wauchula – miasto w Stanach Zjednoczonych, w stanie Floryda, siedziba administracyjna hrabstwa Hardee.